# Процесът срещу Чикаго 7
„Процесът срещу Чикаго 7“ (на английски: The Trial of the Chicago 7) е американска историческа съдебна драма от 2020 г., написан и режисиран от Арън Соркин. Във филма участват Яхия Абдул-Матин II, Саша Барън Коен, Джоузеф Гордън-Левит, Майкъл Кийтън, Франк Лангела, Джон Карол Линч, Еди Редмейн, Марк Райленс, Джеръми Стронг и Бен Шенкман. Соркин оригинално е написал сценария през 2007 г. с намерението на Стивън Спилбърг да режисира филма с повечето неизвестни актьори. След стачката на Гилдията на сценаристите на Америка през 2007 – 2008 г. и бюджетните опасения накараха Спилбърг да се оттегли като режисьор, а Соркин е обявен като режисьор през октомври 2018 г., някои от актьорския състав се присъединиха в същия месец. Снимачният процес се състои през есента на 2019 г. в Чикаго и Ню Джърси.